# 弗朗茨·斐迪南大公
弗朗茨·斐迪南大公（德語：Erzherzog Franz Ferdinand；1863年12月18日—1914年6月28日），奧匈帝國皇帝弗兰茨·约瑟夫一世之弟卡爾·路德維希大公的长子，1889年至1914年期間擔任奧地利皇儲，同時兼任埃斯特大公、奧匈陸軍總司令。
弗兰茨·约瑟夫一世的獨子魯道夫於1889年1月30日自殺後，斐迪南大公接替他成為皇太子。他主张将奥匈帝国由奥地利帝國和匈牙利王國组成的“二元帝国體制”扩展为由內萊塔尼亞（奥地利）、外萊塔尼亞（匈牙利）、匈牙利境內的克羅埃西亞-斯拉沃尼亞王國和新吞併的波斯尼亞所组成的“三元聯邦體制”，因此受到塞爾維亞民族主義者的憎恨。他与妻子苏菲於1914年在波斯尼亚和黑塞哥维那共管領土的首府萨拉热窝视察时被塞爾維亞王國普林齐普刺杀身亡。史稱“萨拉热窝事件”，成为第一次世界大战的导火线。

## 頭銜的中文翻譯
斐迪南大公的最高頭銜為Crown Prince，德語原文是Kronprinz，此用詞在華人的各類書籍上有多種譯法，常見的有：皇儲、儲君、皇太子、大王子等，這些譯名均表示同一種意思，即“皇位的第一順位繼承人”。

## 早年
弗朗茨·斐迪南大公1863年12月18日於奧地利帝國格拉茨出生，其全名為「弗朗茨·斐迪南‧卡爾‧路德維希‧約瑟夫‧馬里亞‧馮‧奧地利-埃斯特」（德語：Franz Ferdinand Carl Ludwig Joseph Maria von Österreich-Este），父親是大公卡爾·路德維希，奧匈帝國皇帝法蘭茲·約瑟夫一世的二弟；母親是兩西西里公主瑪麗亞·安農齊亞塔。斐迪南大公童年時會在屬於他父親的阿茨特滕宫殿渡過他的夏天。在斐迪南7歲的時候，母親因肺病而過身，兩年後父親與瑪麗亞·特蕾莎結婚。雖然特蕾莎並非費迪南大公的生母，但她卻讓費迪南大公第一次感受到真正的母愛，因此他們的關係非常親近。費迪南大公叫特蕾莎「Mama」（媽媽），而特蕾莎會稱其為「Franzi」。
弗朗茨·斐迪南所接受的教育和一般奧地利男性皇室成員的相似。費迪南‧德根費爾德‧荀伯克伯爵被委託負責斐迪南大公的教育，荀伯克請來很多著名人士成為斐迪南大公的私人老師，其中對大公影響最深的是歷史學家安諾·克洛普。克洛普向大公講解很多關於其家族的歷史，又從他的角度去分析和解釋歷史，令到後來的大公成為一名忠誠的天主教徒和哈布斯堡帝國主義者（Hasburg Imperialism）。

## 軍隊生涯
按照家族傳統，費迪南大公在很小的時侯便加入奧匈陸軍，14歲成為第32步兵團中尉。他晉升得很快，22歲為上尉、27歲為上校、31歲為少將，並先後於匈牙利驃騎兵團以及龍騎兵團服役。1898年，他在接受「陛下特別安排」下，軍事機構和大公分享軍事文件。大公亦曾經在海軍服役，並於1902年9月奧匈帝國海軍演習結束時獲得海軍上將頭銜。
在服役期間，大公多次感染肺結核，身體很差；有人懷疑是遺傳自其母親瑪麗亞·安農齊亞塔公主。這使外界認為大公會很短命，並推斷其將來不會成為國王。在聽從醫生建議後，大公被送往世界各地治療，並於1892年開始環遊世界，直至1893年回國。

### 環遊世界

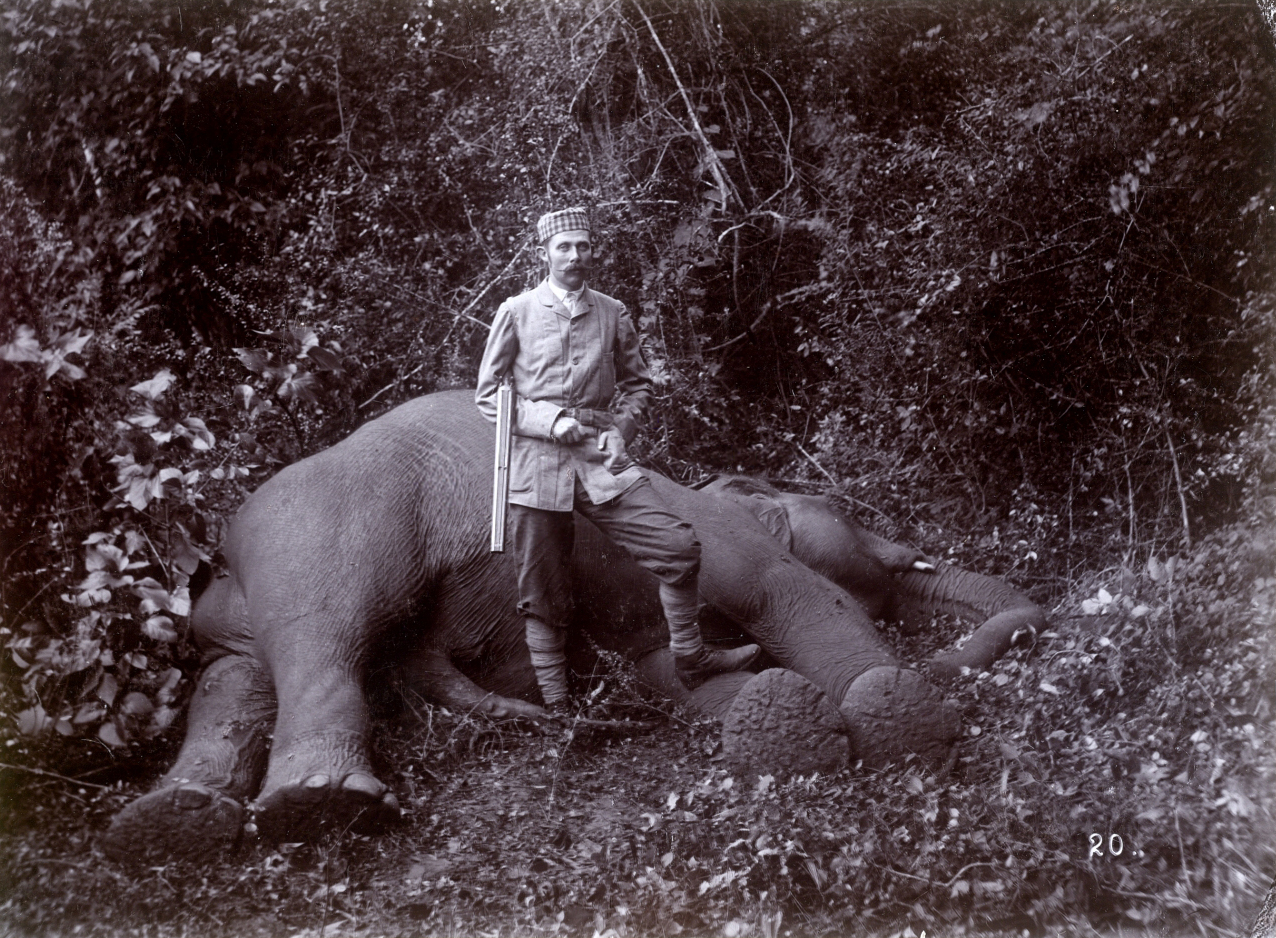
圖為大公於1893年環遊世界時，於斯里蘭卡射殺大象的情形

於1892年，皇室宣佈費迪南大公將會乘坐裝甲巡洋艦SM皇后伊利沙伯號進行「科學考察旅行」，旨在消除外界對有關大公身體健康問題的懷疑。12月，皇后伊利沙伯號由的里雅斯特出發，經红海、亞洲、印度洋、太平洋一路驶向北美。他的隨從高達四百多人。
大公首先到達亞洲地區。當他到達印度次大陸後大開殺戒，戰利品有秃鹫、大象、树袋熊、鳐鱼和旗鱼等等。大公甚至稱當地為「迷人的靶場」。1893年春天，大公一行人到達澳洲，並於當地狩獵袋鼠和鴯鶓。接著他先後前往新喀里多尼亞、新赫布里底群島、所羅門群島、新幾內亞、砂拉越、香港和日本，於同年10月到達終點站美國，出席芝加哥哥倫布紀念博覽會，最後返回奧地利。整個環球旅行歷時約十個月。這次環球旅行的所見所聞深深地影響著大公，令他堅信只有聯邦制度才能使國家保持活力，並認為奧地利需要一支強大的海軍才能在國際上取得成功。
但在環球旅行後，大公的肺病還是沒有好轉。於是於1895年，他前往埃及等地接受治療，於約1896年痊癒。
2013年，大公於環球旅行時所寫的日記被改編成書出版。

## 家庭
妻子：霍恩贝格女公爵苏菲
1. 霍亨伯格郡主 - 苏菲（1901-1990），享年89岁。
2. 霍亨伯格公爵 - 馬克西米利安（1902-1962），终年59岁。
3. 霍亨伯格王子 - 恩斯特（1904-1964），终年59岁。

因為贵贱通婚，他们的子女没有皇位继承权。

### 書籍
- The Assassination of the Archduke: Sarajevo 1914 and the Romance That Changed the World (Greg King, Sue Woolmans) 2014

### 來源
1. 1 2 3 4  Prinz Wilhelm Karl von Isenburg. . : p.56.
2. ↑  . : p.11.
3. ↑  Hans Kohn. . 1951: p.158–160.
4. ↑  Paul Miller-Melamed. . : p.67.
5. 1 2 3  “8 things you didn’t know about Franz Ferdinand” （页面存档备份，存于） PBS News Hour [2014-06-27]
6. ↑  Friedrich Weissensteiner. . : p.85–88.
7. 1 2 3  . qnck.cyol.com.   [2022-10-04]. （原始内容存档于2022-10-07）.
8. ↑  Wladimir Aichelburg. .